# Панголінові
Панголінові або ящерові (Manidae) — родина ссавців ряду панголіноподібних (Maniformes) або ящерів (Pholidota). Їхні викопні рештки бідно, але задокументовані з еоцену Європи, Азії, Африки й Північної Америки.
Панголіни нині живуть у тропічних і субтропічних регіонах південної Африки й Південно-Східної Азії. Вони середніх розмірів з вагою від 5 до 35 кг. Череп конічний і не має зубів. Язик надзвичайно довгий і червоподібний. Луски є найбільш самобутньою рисою панголінів; вони покривають дорсальну поверхню тіла і хвоста і складаються з аглютенованого волосся (кератину). Шкіра та луски складають велику частку ваги цих тварин. Kingdon (1971) повідомляє, що ці частини складають від ⅓ до ½ ваги M. temmincki.
Харчування панголінів складається в основному з термітів, але мурахи та інші комахи теж ідуть в їжу. Комахи виявляються за запахом і панголіни здаються дуже селективними у виборі їжі. Деякі панголіни нічні або денні; деякі — суворо наземні; деякі — напівдеревні, а два види (один в Яві і один в Африці) ' досить дерев'яними й мають напівхапальні хвости. Панголіни мають низькі показники метаболізму. Деякі види розпилюють неприємні рідини з анальних залоз.

## Систематика
Родина Панголінові (Manidae)
- Підродина Maninae
  - Рід Панголін (Manis)
    -       - Manis crassicaudata
      - Manis pentadactyla
      - †Manis hungarica
      - †Manis lydekkeri

    - Підрід Paramanis
      - Manis javanica
      - Manis culionensis
      - †Manis palaeojavanica

  - Рід Smutsia
    -       - Smutsia gigantea
      - Smutsia temminckii
      - †Smutsia olteniensis

  - Рід Phataginus
    -       - Phataginus tetradactyla
      - Phataginus tricuspis